# ReLIFE
ReLIFE (リライフ?, Riraifu) è un manga seinen scritto e disegnato da Yayoisō, serializzato sul sito web Comico di NHN comico dal 12 ottobre 2013 al 16 marzo 2018. Un adattamento anime, prodotto da TMS Entertainment, è stato trasmesso in Giappone tra il 1º luglio e il 23 settembre 2016, mentre un film live action basato sulla serie è uscito il 15 aprile 2017.

## Personaggi

### Progetto ReLIFE

Il protagonista Arata Kaizaki

Arata Kaizaki (海崎 新太?, Kaizaki Arata)
Doppiato da: Kenshō Ono
Un ventisettenne dal passato doloroso. Diplomatosi al college, iniziò a lavorare per un'azienda dove una sua collega veniva molestata da altri impiegati maschi. Pur avendo tentato di aiutarla, ciò non fece altro che aumentare le molestie, tanto che la donna prima rifiutò il suo aiuto e poi si suicidò. Rimasto traumatizzato dalla vicenda, cambiò lavoro diverse volte senza riuscire a trovare un posto fisso, finché un giorno venne notato da An mentre lavorava part-time in un minimarket. Scelto per partecipare al progetto ReLIFE, Arata viene dunque sottoposto a un esperimento scientifico per essere ringiovanito di dieci anni e poter tornare ad essere uno studente liceale. Apparentemente, l'obiettivo è dargli un'altra possibilità per sperimentare la giovinezza ancora una volta e, nel frattempo, permettergli di correggere tutto ciò che gli era andato storto nella vita.
Chizuru Hishiro (日代 千鶴?, Hishiro Chizuru)
Doppiata da: Ai Kayano
Una studentessa molto intelligente della Aoba che siccome di solito agli esami ottiene il punteggio più alto della sua classe, ricopre il ruolo di rappresentante e non ha il dovere di pagare le tasse scolastiche. Nonostante ciò, non è brava a socializzare, oltre ad essere piuttosto impreparata su tutto ciò che non riguarda direttamente la scuola, come ad esempio le questioni sociali ed emotive per le quali è spesso costretta a fare ricerche online. Poco dopo aver conosciuto Arata, prova su suo consiglio a sorridere un po' agli altri, ma non essendo abituata fa solo una smorfia simile a un ghigno perfido; tuttavia, in compagnia di Arata le risulta più facile sorridere spontaneamente. Più tardi si scopre essere il primo esperimento fallito del progetto.
Ryō Yoake (夜明 了?, Yoake Ryō)
Doppiato da: Ryōhei Kimura
Il supervisore di Arata, ossia un uomo di circa la sua stessa età che si mostra sempre allegro. Tiene d'occhio Arata di nascosto per tutto il tempo e si segna qualsiasi informazione utile sia su di lui sia sui suoi amici per il progetto ReLIFE.
An Onoya (小野屋 杏?, Onoya An)
Doppiata da: Reina Ueda
Collega di Ryō, è la persona che ha scelto Arata come secondo esperimento per il progetto ReLIFE. Anche lei si fa passare per una studentessa liceale in modo da tenere d'occhio il soggetto da vicino. Sempre allegra come Ryō, rimane indifferente davanti al disappunto di Arata per il fatto che lo seguano ovunque per tutto il tempo.

### Liceo Aoba

#### Studenti
Rena Kariu (狩生 玲奈?, Kariu Rena)
Doppiata da: Haruka Tomatsu
Una compagna di classe di Arata che, essendo molto competitiva per natura, cerca di superare le sue amiche Chizuru e Honoka rispettivamente nello studio e nella pallavolo. Testarda ed orgogliosa, a volte dimostra anche di non essere poi così sicura di sé. Dopo che Chizuru prova, su consiglio di Arata, a sorridere a lei e agli altri per risultare più amichevole, si convince che lo faccia per prendersi gioco di lei. Ha una cotta per Kazuomi.
Kazuomi Ōga (大神 和臣?, Ōga Kazuomi)
Doppiato da: Yūma Uchida
Un compagno di classe di Arata che ricopre il ruolo di rappresentante insieme a Chizuru. Pur essendo a volte ingenuo, è molto bravo nello studio. Indossa la sua uniforme in modo particolare così da attirare l'attenzione, tanto che così facendo si è guadagnato il soprannome di "fighettoga" (チャラオーガ?, chara-ōga) o anche "il ragazzo biondo vistoso". Conosce Rena da molto tempo e sa bene quanto possa essere testarda e competitiva.
Honoka Tamarai (玉来 ほのか?, Tamarai Honoka)
Doppiata da: Himika Akaneya
Un'amica di Rena che ricopre il ruolo di capitano nel club di pallavolo della scuola. Molto amichevole e dolce, è anche un po' ingenua. Porta i capelli corti con la frangetta ed eccellendo non solo nella pallavolo, ma anche nella corsa e in altri sport, viene ritenuta la campionessa di atletica del liceo.
Nobunaga Asaji (朝地 信長?, Asaji Nobunaga)
Doppiato da: Daisuke Namikawa
Un amico d'infanzia di Honoka e Akira. Sempre gentile e pacato, è il responsabile dell'infermeria. Pur essendo dotato di un fisico prestante, secondo Akira va a dormire presto la sera come gli anziani.
Akira Inukai (犬飼 暁?, Inukai Akira)
Doppiato da: Noriaki Sugiyama
Un amico d'infanzia di Nobunaga e Honoka, molto protettivo nei confronti di quest'ultima. È il fratello minore della professoressa Inukai.

#### Insegnanti
Kokoro Amatsu (天津 心?, Amatsu Kokoro)
Doppiata da: Miyuki Sawashiro
Un'insegnante della classe di Arata.
Kōshi Usa (宇佐 浩史?, Usa Kōshi)
Doppiato da: Wataru Hatano
Un insegnante della classe 3-4.
Sumire Inukai (犬飼 すみれ?, Inukai Sumire)
Doppiata da: Ryōko Shiraishi
Un medico della sanità pubblica assegnato al liceo Aoba. È la sorella maggiore di Akira.

### Altri personaggi
Michiru Saiki (佐伯 みちる?, Saiki Michiru)
Doppiata da: Shizuka Itō
Un'impiegata della stessa azienda per cui lavorava Arata. Vittima di molestie da parte di alcuni suoi colleghi, finì per suicidarsi.

## Media

### Manga
Il manga, scritto e disegnato da Yayoisō, è stato serializzato sul sito web Comico di NHN comico dal 12 ottobre 2013 al 16 marzo 2018. I vari capitoli sono stati raccolti in quindici volumi tankōbon, editi da Earth Star Entertainment tra il 12 agosto 2014 e il 13 febbraio 2020. In Italia la serie è stata annunciata da Ishi Publishing che la pubblica a partire dal 29 gennaio 2025.

#### Volumi
| Nº | Data di prima pubblicazione | Data di prima pubblicazione | Data di prima pubblicazione | Data di prima pubblicazione |
| Nº | Giapponese                  | Giapponese                  | Italiano                    | Italiano                    |
| -- | --------------------------- | --------------------------- | --------------------------- | --------------------------- |
| 1  | 12 agosto 2014              | ISBN 978-4-8030-0595-0      | 29 gennaio 2025             | ISBN 979-12-81316-78-2      |
| 2  | 12 novembre 2014            | ISBN 978-4-8030-0619-3      | 20 marzo 2025               | ISBN 979-12-81316-79-9      |
| 3  | 28 marzo 2015               | ISBN 978-4-8030-0690-2      | 24 aprile 2025              | ISBN 979-12-81316-80-5      |
| 4  | 12 agosto 2015              | ISBN 978-4-8030-0762-6      | 26 giugno 2025              | ISBN 979-12-81316-81-2      |
| 5  | 12 febbraio 2016            | ISBN 978-4-8030-0861-6      | —                           | —                           |
| 6  | 12 agosto 2016              | ISBN 978-4-8030-0941-5      | —                           | —                           |
| 7  | 25 febbraio 2017            | ISBN 978-4-8030-0996-5      | —                           | —                           |
| 8  | 11 maggio 2018              | ISBN 978-4-8030-1186-9      | —                           | —                           |
| 9  | 10 agosto 2018              | ISBN 978-4-8030-1218-7      | —                           | —                           |
| 10 | 12 novembre 2018            | ISBN 978-4-8030-1247-7      | —                           | —                           |
| 11 | 12 febbraio 2019            | ISBN 978-4-8030-1269-9      | —                           | —                           |
| 12 | 11 maggio 2019              | ISBN 978-4-8030-1295-8      | —                           | —                           |
| 13 | 10 agosto 2019              | ISBN 978-4-8030-1324-5      | —                           | —                           |
| 14 | 12 novembre 2019            | ISBN 978-4-8030-1355-9      | —                           | —                           |
| 15 | 13 febbraio 2020            | ISBN 978-4-8030-1384-9      | —                           | —                           |

### Anime
Annunciato il 13 febbraio 2015 da NHN PlayArt, un adattamento anime, prodotto da TMS Entertainment e diretto da Tomo Kosaka, è andato in onda dal 1º luglio al 23 settembre 2016. La sigla di apertura è Button dei Penguin Research. Tutti e tredici gli episodi sono stati pubblicati online in anticipo sia sull'app di Comico per iOS e Android il 24 giugno 2016 sia in varie parti del mondo, anche coi sottotitoli in lingua italiana, sul sito di Crunchyroll il 1º luglio 2016. Quattro episodi OAV, che costituiscono il seguito dell'anime, sono stati pubblicati a marzo 2018.

#### Episodi
| Report | Titolo italiano Giapponese 「Kanji」 - Rōmaji                                       | In onda           | In onda |
| Report | Titolo italiano Giapponese 「Kanji」 - Rōmaji                                       | Giapponese        |         |
| 1      | Kaizaki Arata (27), disoccupato 「海崎新太(27)無職」 - Kaizaki Arata (27) mushoku   | 1º luglio 2016    |         |
| 2      | Capacità comunicative 0 「コミュニケーション能力0点」 - Komyunikēshon nōryoku 0-ten | 8 luglio 2016     |         |
| 3      | Tutta colpa dell'età 「オッサンなんですから」 - Ossan nan desu kara                 | 15 luglio 2016    |         |
| 4      | Fallire 「墜ちる」 - Ochiru                                                         | 22 luglio 2016    |         |
| 5      | Overlap 「オーバーラップ」 - Ōbārappu                                               | 29 luglio 2016    |         |
| 6      | Ti conoscevo già 「初めましてじゃないんだよ」 - Hajimemashite janain da yo          | 5 agosto 2016     |         |
| 7      | Candidato 001 → 002 「被験者001→002」 - Hikensha 001 → 002                          | 12 agosto 2016    |         |
| 8      | Spaccatura 「亀裂」 - Kiretsu                                                       | 19 agosto 2016    |         |
| 9      | Rivincita 「リベンジ」 - Ribenji                                                    | 26 agosto 2016    |         |
| 10     | Siamo tutti egoisti 「みんなのワガママ」 - Minna no wagamama                        | 2 settembre 2016  |         |
| 11     | Viaggio nel passato 「過去トリップ」 - Kako torippu                                 | 9 settembre 2016  |         |
| 12     | Double Panic 「ダブルパニック」 - Daburu Panikku                                    | 16 settembre 2016 |         |
| 13     | Dichiarazione 「告白」 - Kokuhaku                                                   | 23 settembre 2016 |         |

### Live action
Un film live action basato sulla serie, diretto da Takeshi Furusawa, ha debuttato nelle sale cinematografiche giapponesi il 15 aprile 2017. Gli attori Taishi Nakagawa e Yūna Taira hanno interpretato rispettivamente i ruoli di Arata Kaizaki e Chizuru Hishiro. Il lungometraggio è caratterizzato da un finale originale.